# Hãng phim Gaumont
Hãng phim Gaumont là hãng sản xuất phim của Pháp, được kỹ sư máy Léon Gaumont thành lập vào năm 1895.
Tính đến nay, Gaumont là hãng phim lâu đời nhất trên thế giới còn tham gia hoạt động trong nền công nghiệp điện ảnh. Với định hướng ban đầu là kinh doanh trong lĩnh vực thiết bị phát hình, năm 1897 hãng đã bắt đầu sản xuất các phim ngắn để tiếp thị cho các loại máy chiếu hình cùng máy quay phim mà hãng sản xuất. Bà Alice Guy Blaché (người thư ký của ông chủ Gaumont) trở thành người phụ nữ đầu tiên nắm quyền điều hành trong nền công nghiệp điện ảnh lúc bấy giờ.